# Лапин, Василий Герасимович
Василий Герасимович Лапин (1 [12] февраля 1731, Соликамск — 20 апреля [2 мая] 1793, Пермь) — пермский купец 2-й гильдии, меценат, городской голова в 1787—1790 годах.
Унаследовал дело своего отца, Герасима Петровича, занимавшегося торговлей с Англией, Индией, Китаем и Русской Америкой. Числился купцом 2-й гильдии в Соликамске, а с 1781 года — в Перми. С 18 (29) октября 1787 по 1790 год был городским головой Перми.
Согласно семейной легенде во время деловой поездки по Тихому океану Лапин чуть не погиб. Спасшись, он дал обет построить церковь Пресвятой Богородицы. В октябре 1787 года получил разрешение на постройку в Перми на собственные средства Владимирской церкви. Церковь была освящена 23 декабря 1789 (3 января 1790) и стала второй церковью в истории города. В 1800 году она была переименована в церковь Рождества Богородицы.
Похоронен на Егошихинском кладбище.